# William Collins (Politiker)

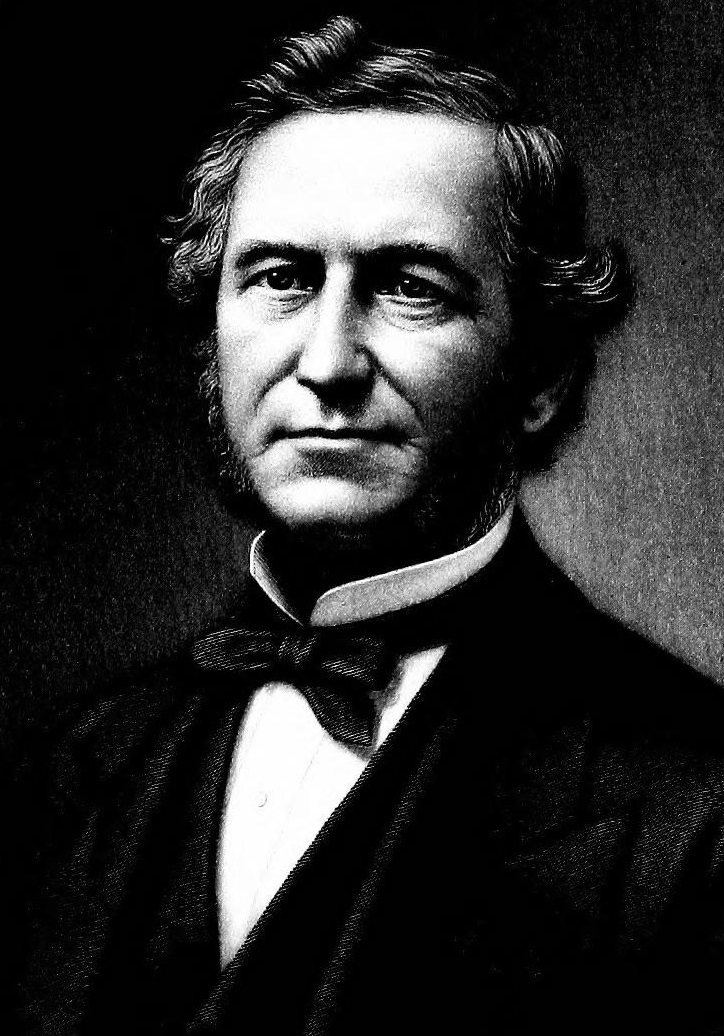
William Collins

William Collins (* 22. Februar 1818 in Lowville, New York; † 18. Juni 1878 in Cleveland, Ohio) war ein US-amerikanischer Jurist und Politiker. Zwischen 1847 und 1849 vertrat er den Bundesstaat New York im US-Repräsentantenhaus. Der Kongressabgeordnete Ela Collins war sein Vater.

## Werdegang
William Collins wurde ungefähr drei Jahre nach dem Ende des Britisch-Amerikanischen Krieges in Lowville im Lewis County geboren. Er studierte Jura. Nach dem Erhalt seiner Zulassung als Anwalt begann er in Lowville zu praktizieren. Zwischen 1845 und 1847 war er Bezirksstaatsanwalt im Lewis County. Politisch gehörte er der Demokratischen Partei an.
Bei den Kongresswahlen des Jahres 1846 für den 30. Kongress wurde Collins im 18. Wahlbezirk von New York in das US-Repräsentantenhaus in Washington, D.C. gewählt, wo er am 4. März 1847 die Nachfolge von Preston King antrat. Da er auf eine erneute Kandidatur im Jahr 1848 verzichtete, schied er nach dem 3. März 1849 aus dem Kongress aus.
1853 zog er nach Cleveland, wo er weiter als Anwalt tätig war. Darüber hinaus verfolgte er Bankgeschäfte. Er war Direktor der Lake Shore Railroad und East Cleveland Railroad. Nach der Gründung der Republikanischen Partei im Jahr 1856 schloss er sich dieser an. Am 18. Juni 1878 starb er in Cleveland und wurde auf dem Lake View Cemetery beigesetzt.